# آگوستین رامیرز (بازیکن فوتبال)
آگوستین رامیرز (انگلیسی: Agustín Ramírez؛ زادهٔ ۲ مهٔ ۲۰۰۰) بازیکن فوتبال است.
از باشگاه‌هایی که در آن بازی کرده‌است می‌توان به باشگاه فوتبال جیمناسیا لاپلاتا اشاره کرد.
وی همچنین در تیم ملی فوتبال Argentina U19 بازی کرده‌است.